# Парменов, Кирилл Александрович
Кири́лл Алекса́ндрович Парме́нов (род. 19 сентября 1978, Москва) — российский журналист, актёр театра, продюсер; чемпион России по арт-фехтованию (2009 г.).

## Биография
Родился 19 сентября 1978 г. в Москве.
В 2002 г. окончил исторический факультет МГУ им. М. В. Ломоносова, специализировался на истории Испании и Андорры. После этого продолжил обучение в аспирантуре Института Европы РАН (науч. рук. академик В. В. Журкин) и на Высших богословских курсах при Московской духовной академии.
Занимался академической греблей (у заслуженного тренера России И. Б. Карпухина) и классической гитарой (у педагога С. А. Касапова — ученика К. А. Фраучи). В студенческие годы преподавал гитару в Центре эстетического воспитания «Гармония». В 1999 — 2002 гг. — соло-гитарист ВИА «Маргарита», созданного совместно с будущим тележурналистом Владимиром Шахбазом.
В 2016 г. окончил Театральный институт им. Бориса Щукина (курс В. А. Сажина).

### Журналистика
С 2002 г. работает в журналистике, на телевидении — с 2004 г.
С 2006 г. — редактор, корреспондент, с 2007 г. — комментатор международной информации на телеканале «ТВ Центр», автор более тысячи озвученных сюжетов и репортажей из российских и зарубежных командировок (Венесуэла, США, Германия и др.). Брал эксклюзивные интервью у российских и иностранных знаменитостей, среди которых Висенте Амиго, Чик Кориа, Гэри Бёртон, Томатито, Алексей Бородин, Эдгард Запашный, Георгий Штиль, Даниил Крамер и др. В 2009 г. снял первый на российском телевидении репортаж об известном впоследствии миссионере схиархимандрите Иоакиме (Парре) и основанном им православном монастыре в Нью-Йорке. В 2010 г. взял последнее в России телеинтервью у Пако де Лусии.
Выступал как практикующий эксперт и проводил мастер-классы по тележурналистике. В 2009 г. вместе с журналистом Семёном Чайкой, певцом Александром Левшиным и мисс Москвой Натальей Переверзевой был ведущим масштабного концерта в День города на Поклонной горе в Москве.
В 2009 — 2012 гг. — ведущий новостей, линейного эфира и дискуссионной авторской программы «Кто против?» (совместно с Н. Старобахиным) на радиостанции «Говорит Москва». В дальнейшем периодически появлялся в эфире радиостанции в качестве соведущего в программе «Вечерние встречи Ирины Кленской». В 2014 г. — ведущий программы «Московский спорт» на «Русской службе новостей».
В 2008 г. входил в пул журналистов, освещавших Дни России в странах Латинской Америки (Венесуэла, Куба, Коста-Рика). В 2011 г. входил в патриарший пул журналистов от телеканала «Спас».
Соавтор документального фильма «За веру и отечество» – о роли Русской Православной Церкви в Великой Отечественной войне («ТВ Центр», 2010 г.). Фильм был отмечен медалью Славянского фонда России и премией конкурса «Москва Media 2010».
В 2009 г. совместно с тележурналистом Андреем Сенцовым основал продакшн-студию «ПС Медиа», которая снимала документальные и корпоративные фильмы, видеоклипы и рекламу для государственных, коммерческих и частных заказчиков. В портфолио студии — проекты для Министерства культуры, МЧС, Министерства обороны, Роструда, Москомспорта, Омской, Мурманской, Калужской и Ленинградской областей, хоккейного клуба ЦСКА, конкурса «Евровидение», компаний «Калашников», «Билайн», «Radisson», «Urban», «Essen Production AG», «Гранд» и др. В большинстве проектов студии выступаел как продюсер и кастинг-директор.

### Театр и кино
Как актёр озвучивания озвучивал рекламные ролики и джинглы, в 2013 г. — футуристическую аудиокнигу П. Тренина-Страусова «Учебник новейшей истории России 2012 – 2024 гг.». В 2016 г. принял участие в озвучивании полнометражного мультфильма «Выбор князя Владимира» (роли византийского императора, учителя, лучника и президента России) .
Снимался в телесериале, короткометражных и документальных фильмах, рекламных роликах, полнометражном российско-германском художественном фильме «Нас уже нет» (реж. К. Серёгина).
С 2018 по 2023 гг. был занят в спектаклях Великолукского драматического театра (ВДТ): «Базаров» (роль Павла Кирсанова, реж. Ю. Печенежский, спектакль вошёл в лонг-лист премии «Золотая маска»), «Волшебник Изумрудного города» (роль Гудвина, реж. П. Прибыток), «Человек из Подольска» (роль человека из Подольска, реж. Б. Коц), «В то время я гостила на земле» (роли Н. Гумилёва и Е. Добина, реж. П. Сергеев), «Живые цветы» (роль Василия, реж. Д. Борисов), «Коварство и любовь» (роль гофмаршала фон Кальба, реж. П. Сергеев), «Гроза» (роль Кудряша, реж. И. Ротенберг, спектакль вошёл в лонг-лист премии «Золотая маска»), «Три сестры» (роль Вершинина, реж. Ю. Печенежский) и др. 29 ноября 2019 г. вместе с актрисой Еленой Владимировой был ведущим праздничного концерта по случаю столетнего юбилея ВДТ. Ставил режиссёрские работы.
Играл в спектакле долгопрудненского театра «Город» и антрепризных постановках. В настоящее время занят в спектаклях московского частного Театра «V», музыкально-драматического театра «А–Я» при Москонцерте, театра-студии «Белая обезьяна».

### Фехтование

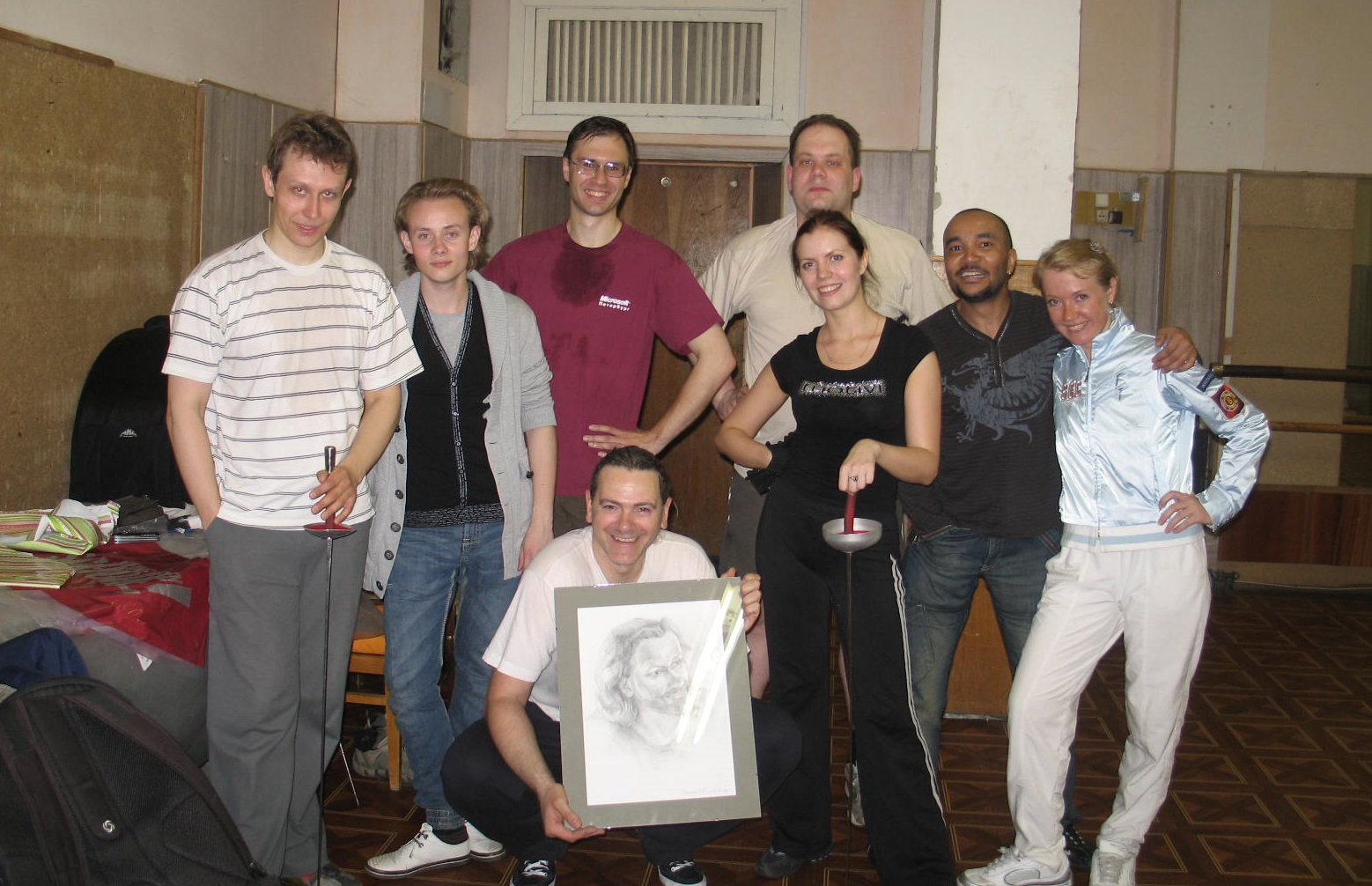
К. Парменов, Д. Заботин, Н. Голубев, А. Петрыкин, Ю. Шиферштейн, Г. Сиятвинда, Я. Аршавская и А. Рыклин, 2012 г.

С 2006 г. обучался сценическому фехтованию и сценическому бою под руководством Андрея Рыклина, после был его ассистентом в школе арт-фехтования «Touché».
Чемпион России по арт-фехтованию 2009 года. Победитель турнира «Кубок Коломенского кремля» в 2009 г.
В 2012 г. приглашён зав. кафедрой сценической пластики ГИТИСа проф. Н. В. Карповым в состав оргкомитета Международного фестиваля сценического фехтования «Серебряная шпага». До 2019 г. — PR-директор фестиваля.
Как педагог по фехтованию, постановщик боёв и пластики сотрудничал с московскими театрами-студиями «Постскриптум», «Белая обезьяна», компанией «Stairway», долгопрудненским театром «Город», Великолукским драматическим театром, принимал участие в телевизионных и кинопроектах.

## Профессиональные награды
2010 — премия I Московского открытого конкурса журналистов «Москва Media» (совместно с Натальей Ермак, за сценарий фильма «За веру и Отечество»).
2010 — медаль Славянского фонда России (за сценарий фильма «За веру и отечество»).
2011 — премия II открытого конкурса журналистов «Москва Media» (за цикл репортажей к перекрёстному Году Испании в России).
2014 — премия Федерации спортивных журналистов Москвы и Москомспорта «Журналистская братия».
2019 — благодарность Комитета культуры администрации города Великие Луки.
2020 — премия Администрации Псковской области в сфере театрального искусства за 2019 год (с творческой группой спектакля «Гроза»).
2021 — премия Администрации Псковской области в сфере театрального искусства за 2020 год (с творческой группой спектакля «Три сестры»).

## Семья
Отец — А. Г. Парменов. По материнской линии происходит из московских священнических родов Максимовых и Гумилевских. Правнучатый племянник архиепископа Филиппа (Гумилевского). Двоюродный дядя — учёный Б. В. Павлов. Дед по линии отчима — Р. А. Айрапетов.
Первая жена — выпускница филологического факультета МГУ Нина Платонова. Женат вторым браком на актрисе Театра на Покровке и Творческого объединения «Вахтанговский практикум» Анне Карабаевой.